# Frontera entre Dinamarca y Suecia

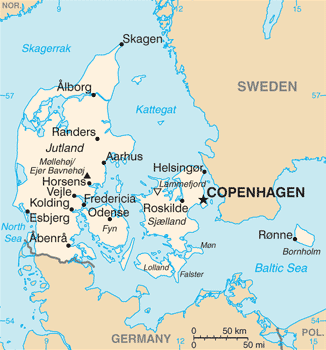

La frontera nacional actual entre Dinamarca y Suecia data de 1658.
Es enteramente una frontera marítima, a lo largo del Kattegat y del Øresund, y en el Mar Báltico entre Bornholm y Scania. Las aguas territoriales (zona de 12 millas) de los dos países se encuentran exclusivamente a lo largo del Øresund, extendiéndose aproximadamente unos 115 kilómetros (71 millas), entre Höganäs y Falsterbo.
Hay una conexión por carretera y ferrocarril,los 16 kilómetros (9.9 millas) del Puente de Øresund, abierto en 2000, además de una serie de enlaces por transbordador.

## Historia

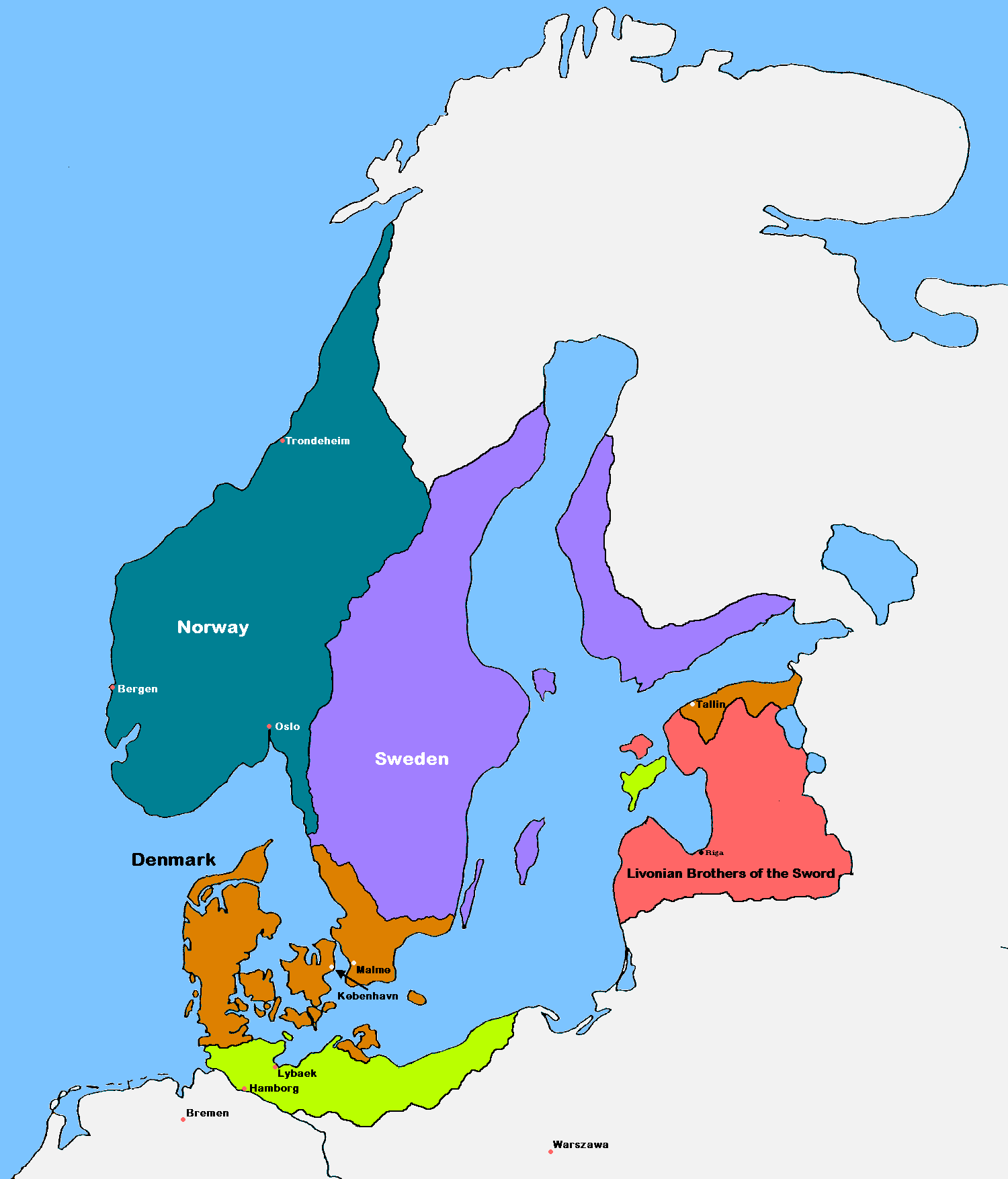
Escandinavia en las Edades Medias.

Zona económica exclusiva (zona de 200 millas náuticas) de Dinamarca

Suecia y Dinamarca–Noruega se convirtieron en países separados con la desintegración de la Unión de Kalmar en 1523. Hasta 1658, las provincias históricas de Escania, Blekinge y Bohuslän (y hasta 1645, también Halland) pertenecieron a Dinamarca, de modo que la frontera entre Dinamarca y Suecia atravesaba lo que en la actualidad es Suecia del sur. En 1645 y 1658 respectivamente, estas provincias fueron cedidas a Suecia en el Tratado de Roskilde, estableciendo el Estrecho de Øresund como frontera nacional.
La frontera moderna entre Noruega y Suecia siguió siendo la frontera entre Dinamarca–Noruega y Suecia hasta la separación de Dinamarca y Noruega en 1814. La frontera moderna entre Dinamarca y Suecia se convirtió en la frontera entre la Unión entre Suecia y Noruega con Dinamarca hasta la separación de Suecia y Noruega en 1905. Más tarde se convirtió en frontera  de la Europa ocupada por la Alemania nazi de 1940 a 1945 (Dinamarca era todavía un país, a pesar de estar prácticamente bajo control de Alemania).
La Unión Nórdica de Pasaportes de 1958 eliminó el control de pasaportes en la frontera. Sin embargo, los controles aduaneros se mantuvieron en vigor entre Dinamarca y los otros países nórdicos hasta el acuerdo de Schengen de 2001. No había ninguna frontera terrestre con Dinamarca antes de julio de 2000, cuando se abrió puente de Øresund, lo cual relajó los controles aduaneros desde el principio.
Con la crisis emigrante europea, Suecia reintrodujo controles fronterizos más estrictos en noviembre de 2015. A partir del 4 de enero de 2016, Suecia exigió a los transportistas que realizaran controles de identidad en el lado danés de la frontera entre Dinamarca y Suecia, mientras que siguió manteniendo los controles fronterizos en el lado sueco. Esta ley fue decidida con una prisa extrema, tardando sólo 35 días entre la decisión del gobierno y su puesta en práctica, incluyendo la consulta pública, la decisión de parlamento, la implementación de las prácticas, y el período navideño. Este requisito al transportista ha tenido más éxito que los controles de frontera formales, y ha disminuido la corriente de refugiados a Suecia. A la vez, esto ha perturbado el tráfico de trenes, y ha ocasionado un tiempo de viaje más largo para los viajes de trabajo. En mayo de 2017 la Comisión Europea decidió que este tipo de responsabilidades del transportista no es legal en la UE, por lo que fueron abandonadas, pero permaneció el control fronterizo de las llegadas en el lado sueco.
Como reacción al control sueco, Dinamarca también fortaleció sus controles de frontera en la frontera alemana.
En noviembre de 2019, Dinamarca empezó a imponer controles de fronteras provisionales, debido a los delitos serios, como el uso de bombas perpetrado por residentes suecos. En ambas fronteras, sueca y danesa los controles se deciden y prorrogan por períodos de seis meses.